# Трилисник (символ)

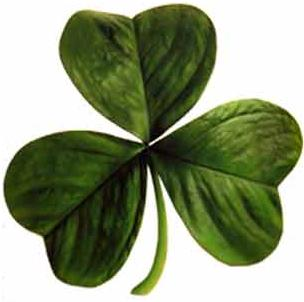
Трилисник

Трилисник (ірл. Seamróg, англ. Shamrock) — символ Ірландії і зареєстрована торгова марка Республіки Ірландія. Являє собою графічне зображення трипластинчастого листка білої конюшини, зазвичай виду Trifolium repens (конюшина повзуча, конюшина біла, ірл. seamair bhán), але останнім часом частіше виду Trifolium dubium (конюшина сумнівна, ірл. seamair bhuí).
Ірландське слово seamróg, що означає трилисник, є зменшувальною формою слова seamair (конюшина). А англійське слово shamrock найближче фонетично передає ірландський еквівалент.
Біла конюшина здавна відома своїми лікувальними властивостями, а у вікторіанську епоху стала популярним мотивом в орнаментах. Також трилисник є відомим символом святкування Дня святого Патрика.
Крім конюшини іноді трилисником називають їстівну квасеницю, яку останнім часом часто зображують в ірландській геральдиці, плутаючи з конюшиною. Деякі її види іноді також помилково подають як «чотирилисту конюшину».

## Символ Ірландії

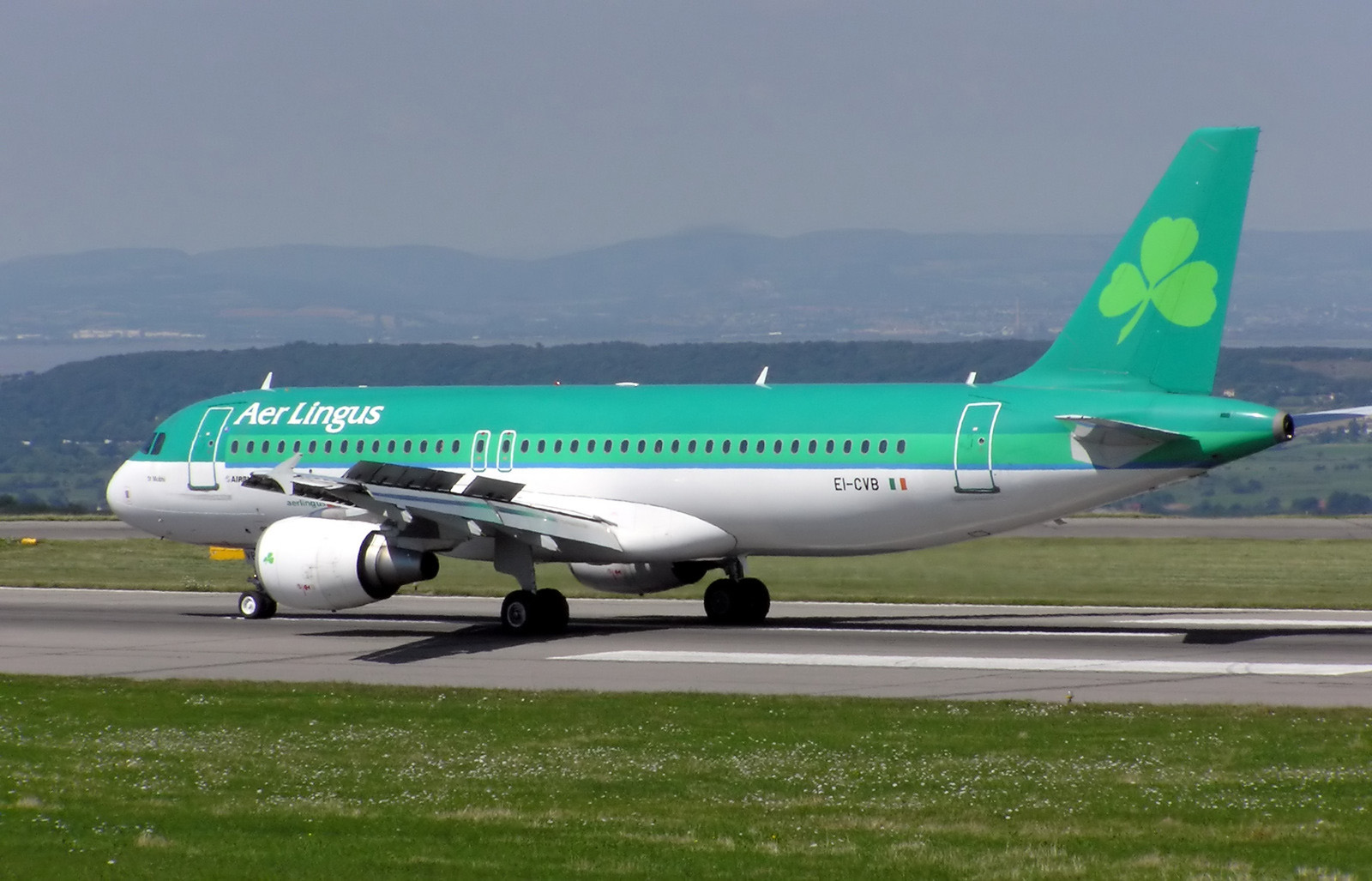
Літак ірландської авіакомпанії Aer Lingus із символом трилисника на хвості

Трилисник використовують як емблему багато ірландських спортивних команд, державних організацій, військових з'єднань, університетів та інших організацій, наприклад: Ірландський регбійний союз, футбольний клуб «Кліфтонвілл», футбольний клуб «Шемрок Роверс», авіакомпанія Aer Lingus, Дублінський університетський коледж та багато інших. Однак слід зазначити, що відповідно до конституції Ірландії, трилисник, поряд з гельською або кельтською арфою, є державним символом Ірландії, що зображується на поштових марках, державних і військових відзнаках, печатках та інших регаліях. У реєстрі Всесвітньої організації інтелектуальної власності трилисник є зареєстрованим символом Ірландії. Відповідно до так званої «пізньої традиції» (перший запис датується 1726 роком) рослину білої конюшини використовував святий Патрик, як ілюстрацію догмату Святої Трійці. Посмертний характер цієї легенди (яка виникла через 1200 років після смерті святого Патрика), а також відсутність відповідних підтверджень у записах самого святого, викликають певні питання щодо автентичності.
Трилисник зображено на печатці в паспортах британської заморської території Монтсеррат, багато жителів якої мають ірландське походження. Зрештою, зображення трилисника, а також його англійську або ірландську назву часто використовують ірландські паби по всьому світу.

## На прапорах

Прапор Монреаля

На прапорі канадського міста Монреаль трилисник розташовано в правій нижній частині. Він символізує етнічних ірландців — одну з чотирьох головних груп населення міста в XIX столітті, коли прапор був офіційно прийнятий.
Трилисник також був присутній на прапорі поліції Північної Ірландії.
На прапорі «Erin go bragh» зображено середньовічну кельтську арфу, оточену трилисниками. Цей прапор, символічний для ірландського націоналізму, часто присутній на парадах під час святкування дня святого Патріка.

## Чотирилисник конюшини
Чотирилисник конюшини часто плутають із трилисником за надаваним йому символізмом. Він є символом удачі, тоді як трилиста конюшина є символом Ірландії та ірландців взагалі і ірландського християнства зокрема.

## Цікаві факти
- Графічний символ трилисника (чорно-білий) використовують для маркування продукції виробників які пройшли сертифікацію власної продукції і отримали сертифікат відповідності, в Україні[4][5]
- Солдати Королівського Ірландського полку Британської армії одягають прикрасу у вигляді трилисника як свою емблему на день святого Патрика, причому ці прикраси завжди супроводжують полк у будь-яку точку несення служби по всьому світу. Королева Вікторія ухвалила сто років тому, що солдати з Ірландії повинні носити подібні прикраси як знак визнання заслуг ірландських солдатів, які відзначилися під час Англо-бурської війни. Цієї традиції дотримуються донині солдати як Ірландської Республіки, так і Північної Ірландії, попри поділ 1921 року.
- Під час громадянської війни в Росії британський офіцер полковник Філіп Джеймс Вудз із Белфаста, сформував Карельський полк, емблемою якого став трилисник на помаранчевому полі[6].